# Hoplitis laeviscutum
Hoplitis laeviscutum là một loài Hymenoptera trong họ Megachilidae. Loài này được Alfken mô tả khoa học năm 1935.